# پاندورا باکس
پاندورا باکس (به انگلیسی: Pandora Boxx) (زاده ۲ مهٔ ۱۹۷۲) زن‌پوش، کمدین، شخصیت تلویزیونی آمریکایی است.